# Robert Grzegorz Gundlach
Robert Grzegorz Gundlach (ur. 17 października 1871 w Łomży, zm. 21 września 1934 w Płocku) – pastor ewangelicko-augsburski.

## Życiorys
Był synem Ferdynanda Gundlacha, nauczyciela i kantora w parafii EA w Łomży. Ukończył Państwowe Gimnazjum w Łomży (1892). Po odbyciu studiów teologicznych w Dorpacie, był wikariuszem w Warszawie (1897-1898), administratorem parafii w Przasnyszu i filii w Mławie (1898-1900), proboszczem w Rypinie (1900-1916) i w Płocku (1916-1934), administratorem filiału w Dobrzyniu (1934).
Brał czynny udział w życiu społecznym i kulturalnym: był współzałożycielem i dyrektorem gimnazjum polskiego oraz przewodniczącym Powiatowej Rady Szkolnej w Rypinie, nauczycielem gimnazjalnym w Płocku, działaczem Płockiego Towarzystwa Wioślarskiego. Pochowany na cmentarzu ewangelickim w Płocku.